# Dichocrocis semperi
Dichocrocis semperi là một loài bướm đêm trong họ Crambidae.